# Bussac-sur-Charente
 Bussac-sur-Charente  es una población y comuna francesa, situada en la región de Poitou-Charentes, departamento de Charente Marítimo, en el distrito de Saintes y cantón de Saintes-Nord.

## Demografía
| 525 | 602 | 662 | 860 | 989 | 1123 |
| Para los censos de 1962 a 1999 la población legal corresponde a la población sin duplicidades (Fuente: INSEE [Consultar]) |     |     |     |     |      |